# ShRNA

Малые РНК, образующие шпильки, или кшРНК (короткие РНК, образующие шпильки англ. shRNA, small hairpin RNA, short hairpin RNA) — короткие молекулы рибонуклеиновых кислот, образующие во вторичной структуре плотные шпильки (структуры типа «стебель-петля»). ShRNA могут быть использованы для подавления экспрессии генов путём РНК-интерференции. Короткие РНК, образующие шпильки, вводят в клетки при помощи векторов, в которых кодирующие их последовательности находятся под контролем конститутивно активных (таких как U6) или индуцируемых промоторов. Такие векторы, как правило, содержат последовательности нуклеотидов, которые позволяют им интегрироваться в геном клетки и тем самым обеспечивать наследуемое подавление экспрессии целевого гена.
Малые РНК, образующие шпильки, транскрибируются РНК-полимеразой III. Образование shRNA в клетках млекопитающих иногда вызывает интерфероновый ответ для защиты клетки, как в случае вирусной атаки. Такие процессы не наблюдаются в случае miRNA (микроРНК), которые транскрибируются РНК-полимеразой II.
После завершения транскрипции малые РНК, образующие шпильки, разрезаются клеточными ферментами с образованием малых интерферирующих РНК (англ. siRNA). Малые интерферирующие РНК входят в состав РНК-индуцируемого комплекса выключения гена (RISC). Этот комплекс связывается с мРНК, участки которых комплементарны siRNA, и разрезает их.
Малые РНК, образующие шпильки, также используются и у растений. В таком случае традиционно используют конститувно активный промотор CaMV35S из вируса мозаики цветной капусты (англ. cauliflower mosaic virus 35S promoter).